# Jekatierina Makarowa (ur. 1996)
Jekatierina Makarowa, ros. Екатерина Владимировна Макарова (ur. 15 lutego 1996) – rosyjska tenisistka.

## Kariera tenisowa
W karierze zwyciężyła w siedmiu singlowych i dwunastu deblowych turniejach rangi ITF. 15 stycznia 2024 roku zajmowała najwyższe miejsce w rankingu singlowym WTA Tour – 158. pozycję, natomiast 30 stycznia 2023 osiągnęła najwyższą pozycję w rankingu deblowym – 177. miejsce.

## Wygrane turnieje rangi ITF
| turnieje z pulą nagród 100 000 $ (W100) |
| turnieje z pulą nagród 80 000 $ (W80)   |
| turnieje z pulą nagród 60 000 $ (W75)   |
| turnieje z pulą nagród 40 000 $ (W50)   |
| turnieje z pulą nagród 25 000 $ (W35)   |
| turnieje z pulą nagród 15 000 $ (W15)   |

### Gra pojedyncza
|    | Data       | Turniej      | ($)    | Naw.   | Finalistka           | Wynik         |
| 1. | 25/11/2018 | Stellenbosch | 15 000 | twarda | Anastasia Shaulskaya | 6:4, 6:4      |
| 2. | 02/12/2018 | Stellenbosch | 15 000 | twarda | Alice Gillan         | 6:2, 6:2      |
| 3. | 09/12/2018 | Stellenbosch | 15 000 | twarda | Alice Gillan         | 6:4, 6:4      |
| 4. | 31/07/2022 | Horb         | 25 000 | ziemna | Jaimee Fourlis       | 6:1, 6:0      |
| 5. | 27/11/2022 | Heraklion    | 25 000 | ziemna | Lina Gjorcheska      | 6:4, 5:7, 7:5 |
| 6. | 24/09/2023 | Slobozia     | 25 000 | ziemna | Lucija Ćirić Bagarić | 5:7, 6:4, 7:5 |
| 7. | 27/10/2024 | Heraklion    | 25 000 | ziemna | Cristina Dinu        | 4:6, 6:3, 6:3 |